# Stacy Amoateng
Stacy Amoateng (Anastasia Manuela Addae Amoateng) là một nữ diễn viên và người dẫn chương trình truyền hình người Ghana. Cô đã thành lập một tổ chức từ thiện để hỗ trợ phụ nữ và trẻ em có nhu cầu và đã được công nhận cho công việc của cô với Giải thưởng Hòa bình Ghana.

## Nghề nghiệp
Amoateng bắt đầu sự nghiệp truyền hình của mình năm 2000 với vai diễn trong loạt phim truyền hình Taxi Driver. Năm 2002, cô tổ chức chương trình trò chuyện Talk Ghana trên Tv3. Cô đồng tổ chức âm nhạc trên TV3 Ghana vào năm 2002 với Bola Ray và đã từ chức vào năm 2012. Amoateng đã diễn xuất trong các bộ phim như I Sing of a Well, Incomplete, Hậu quả và Cross my Heart. Amoateng cũng đã từng dẫn chương trình In Touch Africa và In Vogue.
Amoateng là CEO của Platinum Networks, chuyên sản xuất một bộ phim truyền hình do cô tổ chức, Phục hồi. Ngoài ra cô còn là Giám đốc điều hành của Emklan Media, một công ty quản lý nội dung và sản xuất đa phương tiện.
Amoateng là người sáng lập Showbiz Honors, một chương trình giải thưởng dành cho những người nổi tiếng quay trở lại xã hội và The Restor With Stacy Foundation, tập trung vào việc trao quyền cho phụ nữ và các cô gái trẻ với chiến dịch mang tên Dự án Luv. Dự án Luv hỗ trợ cho phụ nữ và trẻ em gái trải qua các hình thức lạm dụng khác nhau. Cô đã nuôi Ghc 40.000,00 để phẫu thuật thẩm mỹ cho một người phụ nữ có bạn tình đổ axit vào cô. Cô hỗ trợ trẻ em nghèo ở trường, cung cấp chỗ ở cho các bà mẹ đơn thân và hướng dẫn các cô gái trẻ về cách được trao quyền và sống với ước mơ của họ một cách trọn vẹn . Cô ấy làm những điều này bằng cách tham quan các trường học và có các buổi với các sinh viên.